# Klipfiskerne
Klipfiskerne var et underholdningsprogram som havde premiere på TV2 lørdag den 9. marts 2013 kl. 20.00. Det første program blev set af 842.000 seere, og at så mange seere så med en lørdag aften er kun sket 1 gang tidligere i de seneste 5 år. Sidste gang så mange så et program om lørdagen var under et afsnit af Bingo Banko som blev set af 857.000 danskere .
Sæson 1 blev en så stor succes at TV2 i 2014 sender en ny omgang klipfiskerne (med premiere 1. januar 2014 kl. 20.00), denne gang med Felix Smith som vært, Lasse Rimmer som ny holdkaptajn i stedet for Huxi Bach og Thomas Warberg som holdkaptajn igen.

## Om showet
Klipfiskerne er et dansk udviklet underholdningsprogram, programmets vært er Sigurd Kongshøj som også har været vært på Taxaquizzen, Voice - Danmarks største stemme backstage samt Quiz og Knas - mens vi venter (som kun blev sendt juleaftensdag). I sæson 2 og 3 er det dog Felix Smith som er vært på klipfiskerne, Felix har før været vært på blandt andet Talent, Dansk Melodi Grand Prix, Hva’ så Danmark, Danmarks Indsamling, Skjulte Stjerner, Weekend Weekend, Voice - Danmarks største stemme og Felix rykker ind.
Udover værten er der to holdkaptajner, Thomas Warberg og Lasse Rimmer (Huxi Bach i sæson 1, Nikolaj Stokholm i sæson 3). De to holdkaptajner har hver uge to nye deltagere på deres hold og det går så ud på at få flest point, det hold med flest point vinder en lille gevinst fra internettet.

## Runderne
Klipfiskerne består af tre runder og en finale.
Den første runde hedder "Mest populære" og her får hvert hold vist 3 klip og det gælder så for holdet om at gætte hvilket klip der er det mest populære klip på internettet og hvis man gætter rigtig får man 1 point. I første runde er der dog mulighed for at få et ekstra point, de 2 mest populære klip er nemlig blevet vist til en række danskere og det er så holdets opgave at gætte hvilket klip danskerne synes er det sjovest kun ud fra ansigtsudtrykket.
Den anden runde hedder "Hvad sker der nu?" og i denne runde får hvert holdt vist et klip og når klippet er blevet stoppet går det ud på at gætte hvad der sker bagefter, hvert holdt får dog tre ledetråde til at gætte hvad der kommer til at ske. Hvert hold kan få 1 point for at gætte hvilken ledetråd der er brugt og 1 point for at gætte handlingen.
Den tredje runde hedder "Klip og grimasser" og i denne runde er der en deltager fra hvert hold skal ud på gulvet og se et klip, bagefter at deltageren har set klippet skal han eller hun så forsøge at mime klippet for de andre deltagere som så skal gætte hvad klippet viser. I alt er der 2 deltagere fra hvert hold som skal mime for de andre. Hvis man gætter rigtigt får man 1 point.
Den fjerde og sidste runde som også er finalen hedder "Se godt efter" og i denne runde får hvert hold en buzzer med en sjov lyd fra et klip, der bliver vist 4 klip og så gælder det for hvert holdt om at lægge mærke til hvad der sker i klippet og efter klippet er blevet vist bliver holdet der har trukket på buzzeren spurgt om et spørgsmål som de så skal svare på, spørgsmålet er om en detalje i klippet, som man skal gætte.

## Holdene
Hver uge har de to holdkaptajner Thomas Warberg og Lasse Rimmer (Huxi Bach i sæson 1) besøg af to kendte kammerater som de skal quizze sammen med.

### Sæson 1
| Program | Team Warberg                                | Team Huxi                               |
| ------- | ------------------------------------------- | --------------------------------------- |
| 1       | Brian Mørk og Andrea Elisabeth Rudolph      | Lasse Rimmer og Hans Pilgaard           |
| 2       | Troels Malling og Brian Lykke               | Mia Lyhne og Jarl Friis-Mikkelsen       |
| 3       | Hans Pilgaard og Ibi Støving                | Michael Meyerheim og Lasse Rimmer       |
| 4       | Katrine Hertz Mortensen og Joakim Ingversen | Tommy Kenter og Therese Glahn           |
| 5       | Flippa Suenson og Carsten Bang              | Mikkel Herforth og Robert Hansen        |
| 6       | Brian Mørk og Brian Lykke                   | Tommy Kenter og Ibi Støving             |
| 7       | Ruben Søltoft og Søren Hauch-Fausbøll       | Andrea Elisabeth Rudolph og Brian Lykke |
| 8       | Andrea Elisabeth Rudolph og Jacob Wilson    | Lisbeth Østergaard og Tommy Kenter      |
| 9       | Lærke Winther og Robert Hansen              | Mia Lyhne og Jacob Wilson               |
| 10      | Hans Pilgaard og Lasse Rimmer               | Anders Breinholt og Michael Meyerheim   |
| 11      | Nikolaj Steen og Omar Marzouk               | Mia Lyhne og Lærke Winther              |
| 12      | Jacob Wilson og Lisbeth Østergaard          | Hans Pilgaard og Michèle Bellaiche      |
| 13      | Robert Hansen og Carsten Bang               | Bubber og Jacob Wilson                  |

### Sæson 2
| Program | Team Warberg                         | Team Lasse                             |
| ------- | ------------------------------------ | -------------------------------------- |
| 1       | Brian Mørk og Lars Hjortshøj         | Lisbeth Østergaard og Carsten Bang     |
| 2       | Hans Pilgaard og Geo                 | Sarah Grünewald og Uffe Holm           |
| 3       | Brian Mørk og Mette Lisby            | Lars Hjortshøj og Carsten Bang         |
| 4       | Robert Hansen og Janni Pedersen      | Cecilie Frøkjær og Jacob Wilson        |
| 5       | Brian Lykke og Troels Malling        | Torben Chris og Søren Malling          |
| 6       | Robert Hansen og Anne Sofie Espersen | Master Fatman og Uffe Holm             |
| 7       | Finn Nørbygaard og Jacob Haugaard    | Mikkel Kryger og Jacob Wilson          |
| 8       | Carsten Bang og Vicki Berlin         | Camilla Bendix og Brian Mørk           |
| 9       | Brian Lykke og Casper Crump          | Ibi Støving og Geo                     |
| 10      | Pelle Hvenegaard og Lise Baastrup    | Lisbeth Østergaard og Joakim Ingversen |

### Sæson 3
Tekst mangler, hjælp os med at skrive teksten

### Sæson 4
Tekst mangler, hjælp os med at skrive teksten

## Seertal
Seertallene for Klipfiskerne. Seertallene kommer fra TNS Gallup som hver uge offentliggøre seertallene for danske programmer.

### Sæson 1
| Dato           | Seertal |
| -------------- | ------- |
| 9. marts 2013  | 842.000 |
| 16. marts 2013 | 785.000 |
| 23. marts 2013 | 814.000 |
| 30. marts 2013 | 729.000 |
| 6. april 2013  | 759.000 |
| 13. april 2013 | 635.000 |
| 20. april 2013 | 558.000 |
| 27. april 2013 | 576.000 |
| 4. maj 2013    | 613.000 |
| 11. maj 2013   | 702.000 |
| 18. maj 2013   | 443.000 |
| 25. maj 2013   | 520.000 |
| 1. juni 2013   | 524.000 |

### Sæson 2
| Dato             | Seertal |
| ---------------- | ------- |
| 1. januar 2014   | ---     |
| 25. januar 2014  | ---     |
| 1. februar 2014  | 605.000 |
| 8. februar 2014  | 705.000 |
| 15. februar 2014 | 745.000 |
| 22. februar 2014 | 660.000 |
| 1. marts 2014    | 618.000 |
| 8. marts 2014    | ---     |
| 15. marts 2014   | 558.000 |
| 22. marts 2014   | 685.000 |

.